# Listă de filme sovietice din 1924
- Filme sovietice din: 1923 — 1924 — 1925

Aceasta este o listă de filme produse în Uniunea Sovietică în 1924.
| Titlu                                                                  | Titlu original                                            | Regizor                            | Distribuție                                                                     | Gen                       | Note                               |
| ---------------------------------------------------------------------- | --------------------------------------------------------- | ---------------------------------- | ------------------------------------------------------------------------------- | ------------------------- | ---------------------------------- |
| 1924                                                                   |                                                           |                                    |                                                                                 |                           |                                    |
| Greva                                                                  | Стачка                                                    | Serghei Eisenstein                 | Grigori Aleksandrov, Maxim Ștrauh, Mihail Gomorov                               | Dramatic                  | Propagandă                         |
| The Adventures of Oktyabrina                                           | Похождения Октябрины                                      | Grigori Kozintsev, Leonid Trauberg | Zinaida Torkhovskaya, Yevgeni Kumeiko, Sergei Martinson, Antonio Tserep         | Comedie                   | Film pierdut                       |
| Aelita                                                                 | Аэли́та                                                    | Yakov Protazanov                   | Yulia Solntseva, Igor Ilyinsky, Nikolai Tsereteli, Nikolai Batalov, Vera Orlova | științifico-fantastic     |                                    |
| The Gang of Old Man Knysh                                              | Банда батьки Кныша                                        | Aleksandr Razumny                  | Pyotr Leontyev, Aleksandr Khachaturyants, Boris Shlikhting                      | Aventuri                  |                                    |
| Before the Hurricane                                                   | Буревестник                                               | Kote Marjanishvili                 | Lado Kavsadze                                                                   | Drama                     |                                    |
| The Cigarette Girl from Mosselprom                                     | Папиросница от Моссельпрома                               | Yuri Zhelyabuzhsky                 | Igor Ilyinsky, Yuliya Solntseva, Nikolai Tseretelli                             | Comedie                   |                                    |
| The Extraordinary Adventures of Mr. West in the Land of the Bolsheviks | Необычайные Прикючения Мистера Веста в Стране Большевиков | Lev Kuleshov                       | Porfori Podobed, Boris Barnet                                                   | Comedie, Propaganda       | Primul film explicit anti-american |
| The Golubin Manor                                                      | Особняк Голубиных                                         | Vladimir Gardin                    | Alexandra Karțeva, Georgi Bobinin, Nina Li                                      | Drama                     |                                    |
| Maiden's Tower                                                         | Легенда о Девичьей башне                                  | Vladimir Balliuzek                 | Sofia Jozeffi, Vahram Papazian, Ismaiil Hidaiațada                              | Drama                     |                                    |
| The Palace and the Fortress                                            | Дворец и крепость                                         | Alexandr Ivanovski                 | Yevgeni Boronikhin                                                              | Biografic, istoric, drama |                                    |
| Partizanii roșii                                                       | Красные партизаны                                         | Vyacheslav Viskovsky               | Nikolay Dirin, Mikhail Lomakin, Nikolai Simonov, Valeri Solovtsov               | Film de război            |                                    |
| The Red Web                                                            | Красный газ                                               | Ivan Kalabuhov                     | Sergei Bartenev, Mihail Lenin, Serghei Troițki                                  | Film de război            | Film pierdut                       |
| Three Lives                                                            | Три жизни                                                 | Ivan Perestiani                    | Nato Vacenadze, Mihail Gelovani, Dimitri Kipiani                                | Aventuri                  |                                    |